# Begonia strachwitzii
Espèce
Begonia strachwitzii est une espèce de plantes de la famille des Begoniaceae. Ce bégonia est originaire d'Indonésie. L'espèce fait partie de la section Petermannia. Elle a été décrite en 1913 par  Edgar Irmscher (1887-1968), à la suite des travaux de Otto Warburg (1859-1938). L'épithète spécifique strachwitzii signifie « de Strachwitz » .  

## Répartition géographique
Cette espèce est originaire du pays suivant : Indonésie.